# Fradrique Henriques
Fradrique Henriques de Mendonça (em castelhano: Fadrique Enríquez de Mendoza; ca. 1390 — 23 de dezembro de 1473) foi um nobre castelhano, 2º almirante de Castela, 2º senhor de Medina de Rioseco e 1º conde de Melgar e Ruedo.

## Biografia
Filho de Alonso Henriques, que, por sua vez, era filho do infante Fadrique, filho de Afonso XI de Castela e de Leonor de Gusmão. Sua mãe era Joana Peres de Mendonça, apelidada de a Rica, viúva de Diego Gomes Manrique de Lara, senhor de Amusco e adelantado-mor de Castela.
Fadrique pertencia a uma facção de nobres castelhanos que se rebelou contra o favorito do rei João II de Castela, Álvaro de Luna, condestável de Castela. Eles receberam o apoio dos infantes de Aragão, mas Álvaro os derrotou, em 1445, na Batalha de Olmedo, na qual Fadrique foi capturado. João lhe confiscou todas as propriedades, mas o perdoou posteriormente.
Ele fundou o convento de Nossa Senhora da Esperança em Valdescopezo, próximo a Medina de Rioseco, onde seu corpo foi sepultado quando faleceu, assim como o de sua esposa Teresa.

### Casamento e descendência
Fadrique casou-se duas vezes e teve onze filhos, dois no primeiro casamento e nove no segundo. Sua primeira esposa foi Mariana Fernandes de Córdoba e Ayala, 4a senhora de Casarrubios del Monte, filha de Diego Fernandes de Córdoba, senhor de Baena, e de Inês de Ayala e Toledo, 3a senhora de Casarrubios del Monte. Dessa união, nasceram duas filhas:
1. Joana (1425-13 de fevereiro de 1468), esposa do rei João II de Navarra;
2. Marina (morta depois de 1431).

Mariana, porém, faleceu logo depois, em 1431. Fradrique casou-se pela segunda vez com Teresa de Quinhões, filha de Diego Fernandes de Quinhões, senhor de Luna, e de Maria de Toledo, e dessa união nasceram:
1. Alonso († 12 de maio de 1485), almirante de Castela;
2. Pedro, senhor de Tarifa e de Alcalá de los Gazules;
3. Henrique († 17 de maio de 1504), almirante da Sicília e senhor de Ocre;
4. Francisco († abril de 1491), senhor da Vega de Ruy Ponce;
5. Maria, esposa de Garcia Álvares de Toledo, duque de Alba de Tormes;
6. Leonor († 1471), casada com Álves Peres Osório, marquês de Astorga e conde de Trastâmara;
7. Inês († 1485), casada com Lope Vasques de Acunha, conde de Buendía;
8. Aldonça (*ca. 1450), senhora de Elche e de Cavillente, esposa João Raimundo Folch, 5o conde de Cardona;
9. Branca, uma freira.